# Francisco González González
Francisco González González conegut com a Paco González (Madrid, 6 d'octubre de 1966) és un periodista esportiu.
Tot i que va néixer a Madrid, va créixer a Oviedo i estudià a la Universitat Complutense de Madrid. El 1987 s'uneix a l'equip esportiu de la Cadena Ser i de 1992 a 2010 dirigí i presentà Carrusel Deportivo juntament amb Pepe Domingo Castaño en la mateixa cadena, el programa líder de les tardes del diumenge de la ràdio espanyola a partir de l'any en què ho començaren a fer, espai en el que estava acompanyat per un gran equip de professionals entre els quals destacà el seu company i presentador, Pepe Domingo Castaño, o Manolo Lama.
Durant tota la seva carrera professional en aquesta cadena d'emissores, Paco González ha cobert destacats esdeveniments esportius com els Mundials de Futbol d'Itàlia, Estats Units, França, Corea i Japó, i Alemanya, les Olimpíades de Barcelona i Atlanta, així com l'Eurocopa d'Anglaterra, la de Bèlgica i Holanda, i la de Portugal. Entre 2005 i 2006, Paco González fou presentador del programa esportiu Maracanà 05 i 06 que presentava a Cuatro, retirat per la seva baixa audiència els dilluns a la nit. González també col·labora escrivint articles d'opinió en el diari As, i comentant l'actualitat en els informatius de Cuatro. El 10 de maig del 2010 fou destituït com a responsable del Carrusel per desavinences amb la direcció de la Cadena Ser i una setmana més tard és presentat com a nou fitxatge de Telecinco. S'encarregarà dels programes especials d'aquesta cadena sobre el Mundial de futbol.
Presta la seva veu per al videojoc de futbol "FIFA" des de l'any 98, conjuntament amb Manolo Lama, com a comentarista dels partits.